# Laurentius von Byzanz
Laurentius († 166) war Bischof von Byzantion. Seine Amtszeit, die 11 Jahre und 6 Monate betrug, wird auf die Jahre 154–166 datiert. Über ihn ist ansonsten wenig bekannt. Sein Nachfolger wurde Alypius.